# Hans Huber (Politiker)
 Hans Huber  (* 10. Dezember 1889 in Tragwein, Oberösterreich; † 17. November 1949 in Linz) war ein österreichischer Gewerkschaftssekretär und Politiker.

## Leben
Huber stammte aus einer Kleinbauernfamilie. Er erlernte das Bäckerhandwerk und war anschließend auf Wanderschaft, wobei er die christliche Gewerkschaftsbewegung kennenlernte. Zwischen 1905 und 1918 war er Soldat, dann wurde er für 30 Jahre Sekretär von Nationalrat und Gründer des Landarbeiterbundes Dr. Stempfer. Von 1925 bis 1934 und neuerlich von 1945 bis 1948 war Landtagsabgeordneter für die Christlichsoziale Partei bzw. die Österreichische Volkspartei. Dabei setzte er sich für die Schaffung einer Landarbeiterordnung und eines Siedlungsfonds für Landarbeiter ein. 1925 wurde er erster Obmann der Landwirtschaftskrankenkasse, die er bis 1938 und dann von 1945 bis 1948 leitete.
Nach dem Zweiten Weltkrieg wurde Huber Landessekretär des Land- und Forstarbeiterbundes, leitete den Wiederaufbau des christlichen Landarbeiterbundes und der landwirtschaftlichen Sozialversicherung und war außerdem auch Mitbegründer der Landarbeiterkammer.